# Beat Wabel
Beat Wabel (ur. 23 maja 1967 w Wetzikonie) – szwajcarski kolarz przełajowy, górski i szosowy, dwukrotny medalista przełajowych mistrzostw świata.

## Kariera
Pierwszy sukces w karierze Beat Wabel osiągnął w 1985 roku, kiedy zdobył złoty medal w kategorii juniorów podczas przełajowych mistrzostw świata w Monachium. Dziesięć lat później, już w kategorii elite, zdobył brązowy medal na mistrzostwach świata w Eschenbach. W zawodach tych wyprzedzili go jedynie jego rodak Dieter Runkel oraz Richard Groenendaal z Holandii. Był też między innymi czwarty na mistrzostwach świata w Leeds w 1992 roku, gdzie walkę o medal przegrał z Holendrem Adrie van der Poelem. Ponadto w sezonie 1995/1996 zajął trzecie miejsce w klasyfikacji generalnej Pucharu Świata w kolarstwie przełajowym. Uległ wtedy tylko Włoch Luca Bramati i Richard Groenendaal. W 1996 roku wystartował w cross-country podczas igrzysk olimpijskich w Atlancie, zajmując ostatecznie czternaste miejsce. Startował także w kolarstwie szosowym, jednak bez większych sukcesów.